# Миргородська міська рада
Ми́ргородська міська́ ра́да — орган місцевого самоврядування в Полтавській області. Адміністративний центр — місто обласного значення Миргород.

## Загальні відомості
- Територія ради: 19 км²
- Населення ради: 41 275 осіб (станом на 2001 рік)
- Територією ради протікає річка Хорол.

## Населені пункти
Міській раді підпорядковані населені пункти:
- м. Миргород

## Склад ради
Рада складається з 36 депутатів та голови.
- Голова ради: Соломаха Сергій Павлович
- Секретар ради: Кірпосенко Костянтин Олегович

### Депутати
За результатами місцевих виборів 2010 року депутатами ради стали:

#### За суб'єктами висування
| Суб'єкт висування                                       | Кількість обраних депутатів | %    |
| ------------------------------------------------------- | --------------------------- | ---- |
| Партія регіонів                                         | 9                           | 25   |
| Політична партія «Рідне місто»                          | 9                           | 25   |
| Комуністична партія України                             | 4                           | 11,1 |
| Політична партія Всеукраїнське об'єднання «Батьківщина» | 3                           | 8,3  |
| Політична партія «Наша Україна»                         | 3                           | 8,3  |
| Єдиний Центр                                            | 2                           | 5,6  |
| Політична партія «Третя Сила»                           | 2                           | 5,6  |
| Політична партія «Фронт Змін»                           | 2                           | 5,6  |
| Політична партія «Сильна Україна»                       | 1                           | 2,8  |
| Соціалістична партія України                            | 1                           | 2,8  |

#### За округами
| № округу                                                | Прізвище, ім'я, по батькові       | Дата визнання обраним | Освіта                    | Партійна приналежність                        | Відомості про обраного депутата                                                                   |
| ------------------------------------------------------- | --------------------------------- | --------------------- | ------------------------- | --------------------------------------------- | ------------------------------------------------------------------------------------------------- |
| Єдиний Центр                                            |                                   |                       |                           |                                               |                                                                                                   |
| 12                                                      | Семененко Григорій Павлович       | 03.11.2010            | Освіта вища               | член Єдиного Центру                           | ЗАТ «Миргород курорт», начальник управління економіки і фінансів                                  |
| 15                                                      | Кваша Василь Іванович             | 03.11.2010            | Освіта вища               | член Єдиного Центру                           | ЗАТ «Миргородкурорт», заступник генерального директора з питань матеріально-технічного постачання |
| Комуністична партія України                             |                                   |                       |                           |                                               |                                                                                                   |
| б/м                                                     | Терещук Катерина Артемівна        | 03.11.2010            | Освіта вища               | член Комуністичної партії України             | Міська рада, секретар ради                                                                        |
| б/м                                                     | Утюгов Олександр Борисович        | 03.11.2010            | Освіта середня            | член Комуністичної партії України             | пенсіонер                                                                                         |
| 10                                                      | Бондаренко Василь Андрійович      | 03.11.2010            | Освіта вища               | позапартійний                                 | пенсіонер                                                                                         |
| 14                                                      | Лобунько Олександр Якович         | 03.11.2010            | Освіта середня спеціальна | член Комуністичної партії України             | пенсіонер                                                                                         |
| Партія регіонів                                         |                                   |                       |                           |                                               |                                                                                                   |
| б/м                                                     | Прокопенко Валентина Миколаївна   | 03.11.2010            | Освіта вища               | член Партії регіонів                          | Миргородська районна організація профспілки працівників освіти і науки України, голова            |
| б/м                                                     | Цись Олександр Григорович         | 03.11.2010            | Освіта вища               | член Партії регіонів                          | Полтавське відділення КБ «Приватбанк», керуючий                                                   |
| б/м                                                     | Лавицький Михайло Петрович        | 03.11.2010            | Освіта вища               | член Партії регіонів                          | приватний підприємець                                                                             |
| б/м                                                     | Ільяшенко Людмила Михайлівна      | 03.11.2010            | Освіта вища               | член Партії регіонів                          | Миргородська міська рада, секретар                                                                |
| 3                                                       | Коваленко Катерина Юхимівна       | 03.11.2010            | Освіта вища               | член Партії регіонів                          | Миргородська ЦРЛ, лікар-терапевт вул. Лісова, 19А                                                 |
| 5                                                       | Ільяшенко Сергій Михайлович       | 03.11.2010            | Освіта вища               | член Партії регіонів                          | управління праці та соціального захисту населення Миргородської РДА, заступник начальника         |
| 6                                                       | Мандрика Андрій Якович            | 03.11.2010            | Освіта вища               | член Партії регіонів                          | ЗАТ «Миргородкурорт» санаторій «Березовий гай», головний лікар                                    |
| 16                                                      | Михайленко Сергій Юрійович        | 03.11.2010            | Освіта вища               | член Партії регіонів                          | ТОВ «Миргородська міська Аптека № 1», директор                                                    |
| 18                                                      | Гречко Віталій Олександрович      | 03.11.2010            | Освіта середня спеціальна | позапартійний                                 | територіальний вузол управлінського зв'язку, співробітник державного зв'язку                      |
| Політична партія Всеукраїнське об'єднання «Батьківщина» |                                   |                       |                           |                                               |                                                                                                   |
| б/м                                                     | Сіряк Андрій Олександрович        | 03.11.2010            | Освіта вища               | член Всеукраїнського об'єднання «Батьківщина» | ТОВ ТРК «СВС», директор                                                                           |
| б/м                                                     | Козулін Валентин Юрійович         | 03.11.2010            | Освіта вища               | член Всеукраїнського об'єднання «Батьківщина» | Миргородська міська стоматологічна поліклініка, завідувач                                         |
| б/м                                                     | Мілько Наталія Михайлівна         | 03.11.2010            | Освіта вища               | член Всеукраїнського об'єднання «Батьківщина» | Миргородська ЦРЛ, завідувачка Миргородського поліклінічного відділення для дорослих               |
| Політична партія «Наша Україна»                         |                                   |                       |                           |                                               |                                                                                                   |
| б/м                                                     | Вороновський Анатолій Миколайович | 03.11.2010            | Освіта вища               | член Політичної партії «Наша Україна»         | ТОВ «Сервер», юрисконсульт                                                                        |
| б/м                                                     | М'якота Олександр Іванович        | 03.11.2010            | Освіта вища               | член Політичної партії «Наша Україна»         | Виробниче управління водоканалізаційного господарства, слюсар — ремонтник                         |
| 17                                                      | Сиверин Олександр Миколайович     | 03.11.2010            | Освіта середня            | член Політичної партії «Наша Україна»         | приватний підприємець «Сиверин», директор                                                         |
| Політична партія «Рідне місто»                          |                                   |                       |                           |                                               |                                                                                                   |
| б/м                                                     | Діасамідзе Станіслав Хаскелович   | 03.11.2010            | Освіта вища               | позапартійний                                 | компанія «Енергофінанс», радник-консультант                                                       |
| б/м                                                     | Ночна Наталія Іванівна            | 03.11.2010            | Освіта вища               | член Політичної партії «Рідне місто»          | Центр естетичного виховання, директор                                                             |
| б/м                                                     | Мелашенко Борис Данилович         | 03.11.2010            | Освіта вища               | позапартійний                                 | ЗАТ «Миргородсервісшляхбуд», директор                                                             |
| б/м                                                     | Кібірєв Юрій Олександрович        | 03.11.2010            | Освіта вища               | член Політичної партії «Рідне місто»          | Комбінат благоустрою і озеленення, начальник                                                      |
| 1                                                       | Паутов Олександр Борисович        | 03.11.2010            | Освіта вища               | позапартійний                                 | Миргородська міська рада, міський голова                                                          |
| 8                                                       | Марченко Олександр Олексійович    | 03.11.2010            | Освіта вища               | позапартійний                                 | Миргородське комунальне житлово-експлуатаційне управління, начальник                              |
| 9                                                       | Гесь Олег Анатолійович            | 03.11.2010            | Освіта вища               | позапартійний                                 | бригада тактичної авіації, заступник командира                                                    |
| 11                                                      | Говоруха Олег Борисович           | 03.11.2010            | Освіта вища               | позапартійний                                 | ЗАТ «Смак», генеральний директор                                                                  |
| 13                                                      | Аршинніков Олександр Григорович   | 03.11.2010            | Освіта вища               | позапартійний                                 | гімназія ім. Т. Г. Шевченка, директор                                                             |
| Політична партія «Сильна Україна»                       |                                   |                       |                           |                                               |                                                                                                   |
| 4                                                       | Швайка Сергій Олексійович         | 03.11.2010            | Освіта вища               | член Політичної партії «Сильна Україна»       | Миргородська філія ВАТ «Полтавобленерго», заступник начальник                                     |
| Політична партія «Третя Сила»                           |                                   |                       |                           |                                               |                                                                                                   |
| б/м                                                     | Святенчук Володимир Миколайович   | 03.11.2010            | Освіта вища               | член Політичної партії «Третя Сила»           | Центр поштового зв'язку № 5 «Укрпошта», начальник                                                 |
| 7                                                       | Шокало Володимир Ілліч            | 03.11.2010            | Освіта вища               | позапартійний                                 | «Миргородводоканал», майстер                                                                      |
| Політична партія «Фронт Змін»                           |                                   |                       |                           |                                               |                                                                                                   |
| б/м                                                     | Кірпосенко Костянтин Олегович     | 03.11.2010            | Освіта вища               | член Політичної партії «Фронт Змін»           | ТОВ «Крок ПСО», генеральний директор                                                              |
| 2                                                       | Фененко Валентина Василівна       | 03.11.2010            | Освіта вища               | член Політичної партії «Фронт Змін»           | загальноосвітня школа № 1, заступник директора                                                    |
| Соціалістична партія України                            |                                   |                       |                           |                                               |                                                                                                   |
| б/м                                                     | Яринич Леонід Миколайович         | 03.11.2010            | Освіта вища               | член Соціалістичної партії України            | тимчасово не працює                                                                               |